# Nhuận Trạch
Nhuận Trạch là một xã thuộc huyện Lương Sơn, tỉnh Hòa Bình, Việt Nam.
Xã Nhuận Trạch có diện tích 8,93 km², dân số năm 1999 là 4.406 người, mật độ dân số đạt 493 người/km².